# Bathyclupea megaceps
Bathyclupea megaceps is een straalvinnige vissensoort uit de familie van diepzeeharingen (Bathyclupeidae). De wetenschappelijke naam van de soort werd voor het eerst geldig gepubliceerd in 1938 door Fowler.